# ASHOPE
ASHOPE（アッシュホープ）は、九州地方で活動する日本の女性ローカルアイドルグループである。Kyusyu Osaka FM HOPEプロデューサー赤間薫のプロデュースにより、2021年9月5日に誕生した。WE HOPE 4 ENTERTAINMENT所属。2023年11月現在で目立ったグループ活動は行われておらず、ソロでテレビやラジオ、Youtubeなどで活躍している。

## メンバー
- 福岡 有紗（ふくおか ありさ） - 2000年4月18日生、佐賀県出身
- 楠 菫（くすのき すみれ） - 2001年9月6日生、福岡県出身
- 片岡 陽奈（かたおか ひな） - 2004年11月5日生、佐賀県出身

## 年譜

### 2021年
- 7月5日 -  「A」「S」「H」と名乗り、FMからつラジオ番組「ぬるいみそしる」が開始（毎週月曜日20時から21時まで）。
- 9月5日 - ASHOPEユニット名発表（この模様はASHOPE YouTubeチャンネルにて一部視聴可）。
- 10月30日 - ASHOPEハロウィンパーティーをYouTube配信。
- 11月15日 - 全国のFM局で放送されている「週刊!本庄強」にて生出演。
- 12月25日 - ASHOPEクリスマスパーティーをYouTube配信。

### 2022年
- 1月1日 - 大阪のラジオ局YES-FMにて「ASHOPEの九州ば教えちゃる」が放送開始。（毎週土曜日17時20分から17時30分まで）
- 2月19日 - サンフレッチェ広島対サガン鳥栖戦をYouTube実況配信（この模様はASHOPE YouTubeチャンネルにて視聴可）。
- 3月6日 - 名古屋グランパス対サガン鳥栖戦をYouTube実況配信（この模様はASHOPE YouTubeチャンネルにて視聴可）。
- 4月1日 - アビスパ福岡対サガン鳥栖戦をYouTube実況配信（この模様はASHOPE YouTubeチャンネルにて視聴可）。
- 4月4日 - FMからつラジオ番組「ぬるいみそしる」が毎週日曜日15時から19時に拡大される。
- 4月9日 - キャナルシティ博多噴水広場にてASHOPEの楽曲が披露される（元々はZepp Fukuokaでお披露目だったが公演中止）。
- 4月20日 - 1stデジタルシングル「Forest Survivor」をリリース。iTunes J-POPランキング78位、Amazon急上昇ランキング14位を獲得。
- 4月29日 - 柏レイソル対サガン鳥栖戦をYouTube実況配信（この模様はASHOPE YouTubeチャンネルにて視聴可）。
- 5月3日 - FMからつラジオ番組「KARAFUL」月曜パーソナリティーにASHOPEが就任。

### 2023年
7月1日 - グループの活動を停止。ラジオやソロ活動メインとなる。